# K.T.S.E.
K.T.S.E. (Keep That Same Energy) è il secondo album in studio della cantante statunitense Teyana Taylor, pubblicato il 23 giugno 2018.
Prodotto interamente da Kanye West, l'album è il quinto ed ultimo disco prodotto da West nel Wyoming; segue l'uscita degli album Daytona di Pusha T, Ye dello stesso West, Kids See Ghosts, album collaborativo tra West e Kid Cudi e Nasir di Nas.

## Tracce
1. No Manners – 1:39 (testo: Kanye West, Teyana Taylor, Anthony Clemons, Scott Carter, Aliandro Prawl)
2. Gonna Love Me – 2:47 (testo: West, Taylor, Denisia Andrews, Brittany Coney, Noah Goldstein)
3. Issues / Hold On – 3:06 (testo: West, Taylor, Dean, Andrews, Coney)
4. Hurry (feat. Kanye West) – 2:54 (testo: West, Taylor, Clemons, Uforo, Ebong Carter)
5. 3Way – 3:24 (testo: West, Taylor, Rodney Jerkins, Eric Bellinger, Antony Williams, Tyrone Griffin, Jr.)
6. Rose In Harlem – 3:43 (testo: West, Taylor, Dean, Andrews, Coney)
7. Never Would Have Made It – 2:40 (testo: West, Taylor)
8. WTP – 2:47 (testo: West, Taylor, Michael Quattlebaum, Andrew Dawson, Danielle Balbuena)

## Classifiche
| Classifica (2018) | Posizione massima |
| ----------------- | ----------------- |
| Belgio (Fiandre)  | 125               |
| Canada            | 60                |
| Paesi Bassi       | 77                |
| Regno Unito       | 57                |
| Stati Uniti       | 17                |